# DB-2073
DB-2073，也称为2-己基-5-丙基苯-1,3-二酚（英語：2-Hexyl-5-propylbenzene-1,3-diol）是一种烷基间苯二酚（alkylresorcinol）类抗生素，最初从假单胞菌B-9004菌株（Pseudomonas sp B-9004）的发酵液中分离出来。